# Kirk Hammett
Kirk Lee Hammett (São Francisco, Califórnia, 18 de novembro de 1962) é um guitarrista e compositor americano, conhecido principalmente por sua carreira de longa data na banda de heavy metal Metallica. Foi o fundador e um dos guitarristas da banda de thrash metal Exodus, uma das bandas pioneiras no gênero, até ser convidado para substituir Dave Mustaine no Metallica, em 1983. Em 2003, foi eleito pela revista Rolling Stone como o 10º melhor guitarrista de heavy metal do mundo. Em 2009, apareceu em quinto lugar no livro The 100 Greatest Metal Guitarists (Os 100 Maiores Guitarristas do Metal), de Joel McIver.

## História
Filho de mãe filipina e pai americano (de ascendência irlandesa e britânica), Kirk teve o primeiro contato com os seus irmãos e primos, em especial com o seu irmão Rick, a uma grande coleção de discos de nomes como Jimi Hendrix, UFO e Led Zeppelin. O pequeno Hammett cresceu querendo ser um novo Hendrix ou Santana. Pelo que vemos há alguns anos, Hammett chegou bem perto de seus ídolos, ao tocar  na banda Metallica.
Kirk começou a aprender guitarra com 15 anos de idade e um de seus primeiros professores foi, nada mais, nada menos, que Joe Satriani (que também voltaria a lhe dar aulas de aperfeiçoamento anos depois, com Kirk já no Metallica). O problema é que no começo, Hammett não tinha muita coordenação motora. O então futuro guitarrista se enfureceu e começou uma dedicação de mais de 12 horas diárias no instrumento — em questão de meses, através de seu esforço, o futuro integrante do Metallica virou um autodidata no assunto.
No começo dos anos 80, Kirk comprou sua primeira Fender Stratocaster, a guitarra de seus sonhos, e se tornou um verdadeiro fanático em busca do som perfeito. O guitarrista costumava desmontar todos os seus instrumentos, misturando as partes para ver qual combinação soaria melhor até que comprou uma Gibson Flying V e a busca terminou. Para comprar um amplificador melhor (um Marshall), Kirk também trabalhou por um tempo em um Burger King de São Francisco. Nessa mesma época ele fundou a banda  Exodus com o baterista Tom Hunting.

### Na banda Metallica
Em abril de 1983, Lars Ulrich ligou para Kirk, convidando-o para a banda. Kirk não pensou duas vezes e gastou suas economias em uma passagem aérea para Nova Jersey onde o Metallica estava. No dia 9 de abril, Dave Mustaine foi demitido da banda, fundando pouco tempo depois o Megadeth.
No dia 14 de abril do mesmo ano, Kirk fez seu primeiro ensaio com o Metallica. Por ter um estilo mais europeu de tocar heavy metal — melódico, muito técnico e rápido — foi aprovado de imediato.

## Estilo
Kirk costuma usar muitos padrões de escalas em grupo ternário ou quaternário. Uso alternado da sexta maior e da sexta menor da escala, por exemplo, se a escala é lá menor natural (que contém a sexta menor, nota fá) ele às vezes a substitui pela sexta maior (nota fá#) que transforma a escala menor natural em modo dórico.
Muitos solos de Kirk fazem uso de arpejos simples tocados em duas cordas adjacentes como em Fade to Black. Muitos bends e poucos harmônicos. Frases com cordas soltas como em The God That Failed.

## Discografia

### Death Angel
- Kill As One(Demo) - Produtor

### Headbanged
- Metal Militia Demo

### Exodus
- 1982 Demo

### Metallica
- Kill 'Em All
- Ride the Lightning
- Master of Puppets
- ...And Justice for All
- Black Album
- Load
- ReLoad
- Garage Inc.
- St. Anger
- Death Magnetic
- Lulu
- Hardwired...to Self-Destruct

## Aparições
- Hammett tocou guitarra na música "If Rap Gets Jealous", do cantor rapper K'naan.

- Hammett tocou guitarra na faixa "Satan" junto com a banda Orbital, na trilha sonora do filme: Spawn, o soldado do inferno.

- Hammett apareceu em um episódio da série de comédia "Jon Benjamin Has a Van".

- Hammett foi destaque fazendo os papéis de guitarra na música "Trinity", ao lado do também guitarrista Carlos Santana.

- Hammett e o vocalista James Hetfield do Metallica participaram da série de desenho animado Space Ghost Coast to Coast, no 29º episódio "Jacksonville", da 3ª temporada transmitida pelo canal Cartoon Network.

- Hammett juntamente com os membros do Metallica aparecem na série Os Simpsons, no 1º episódio da 18ª temporada O Mook, o Chef, Sua Mulher e Seu Homer.

- Hammett apareceu no filme Metal Lords, juntamente com Tom Morello, Rob Halford e Scot Ian.

- Hammett fez o solo de guitarra na música "Salt The Wound", da banda de thrash metal Exodus em seu álbum Blood In, Blood Out